# Per-Egil Flo
Per-Egil Flo (ur. 18 stycznia 1989 w Strynie) – norweski piłkarz występujący na pozycji obrońcy. Zawodnik klubu Slavia Praga. Jest siostrzeńcem Håvarda Flo.

## Kariera klubowa
Flo treningi rozpoczął w zespole Stryn TIL. W 2006 roku przeszedł do drugoligowego Sogndal Fotball. W sezonie 2010 awansował z nim do pierwszej ligi. Zadebiutował w niej 20 marca 2011 w przegranym 1:2 meczu ze Strømsgodset IF. W trakcie sezonu 2013 odszedł do innego pierwszoligowego zespołu, Molde FK. Pierwszy ligowy mecz zaliczył tam 27 lipca 2013 przeciwko Lillestrøm SK (0:2). W sezonie 2013 Flo zdobył wraz z Molde Puchar Norwegii, a w sezonie 2014 mistrzostwo Norwegii, a także po raz drugi Puchar Norwegii.

## Kariera reprezentacyjna
W reprezentacji Norwegii Flo zadebiutował 27 sierpnia 2014 w zremisowanym 0:0 towarzyskim meczu ze Zjednoczonymi Emiratami Arabskimi.